# 아리송해
"아리송해"는 한국에서 제작된 심우섭 감독의 1979년 영화이다. 배삼룡 등이 주연으로 출연하였고 김용덕 등이 제작에 참여하였다.

## 출연

### 주연
- 배삼룡
- 이기동
- 이승현
- 양정옥

## 기타
- 조명: 강광희